# Hrabstwo Cimarron

Piramida wieku mieszkańców hrabstwa Cimarron

Cimarron – hrabstwo w stanie Oklahoma w USA. Założone w 1907 roku. Populacja liczy 2475 mieszkańców (stan według spisu z 2010 roku).
Powierzchnia hrabstwa to 4768 km² (w tym 16 km² stanowią wody). Gęstość zaludnienia wynosi 0,52 osoby/km².

## Miasta
- Boise City
- Keyes

## CDP
- Felt
- Kenton